# Индия на летних Олимпийских играх 2016

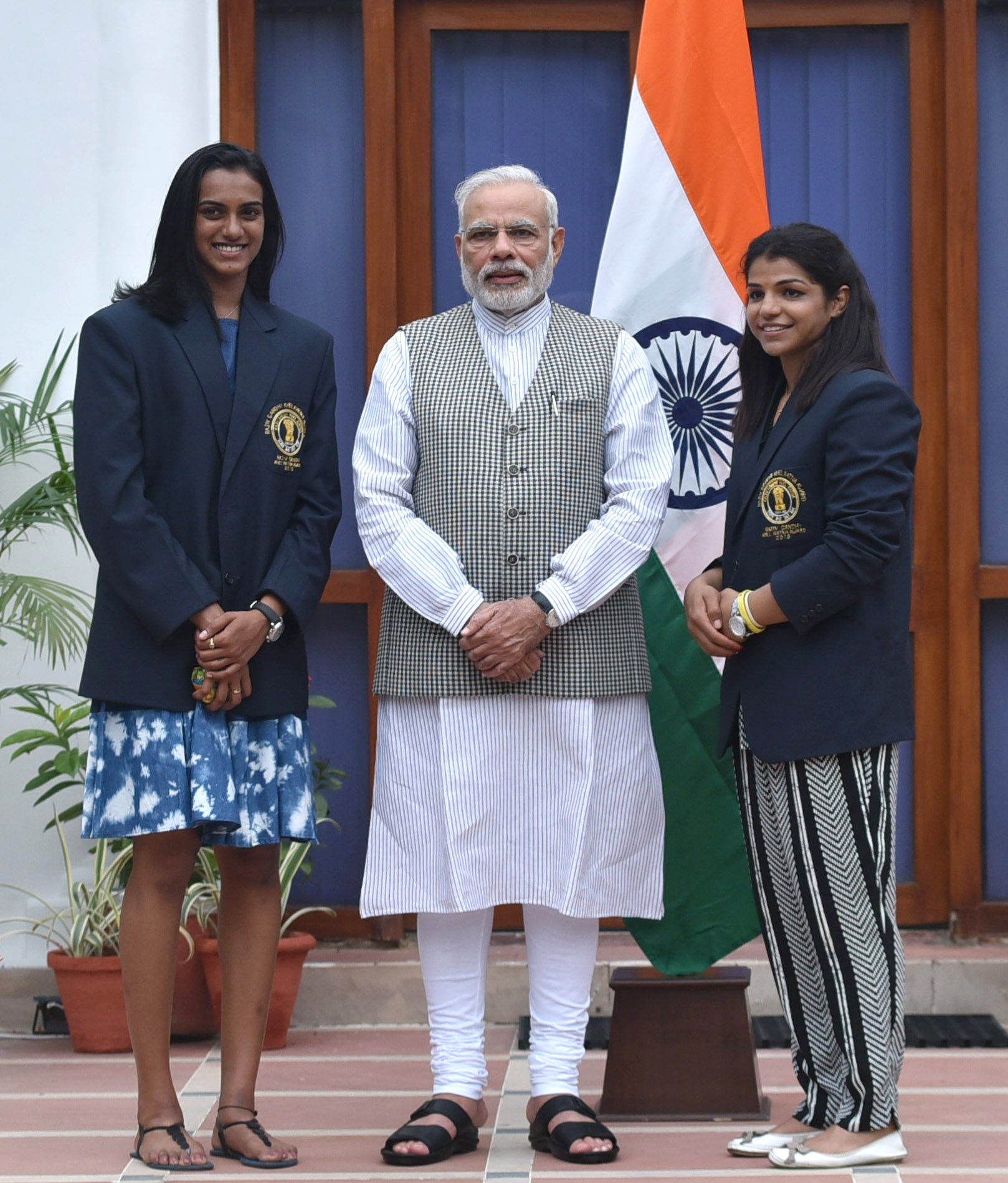
Призёры ОИ П. В. Синдху и Сакши Малик с премьер-министром Индии Нарендрой Моди

Индия на летних Олимпийских играх 2016 года была представлена 113 спортсменами в 15 видах спорта.
Знаменосцем сборной Индии на церемонии открытия Игр стал первый спортсмен в истории независимой Индии, выигравший золотую олимпийскую награду в индивидуальной дисциплине, стрелок Абхинав Биндра, а на церемонии закрытия — Сакши Малик, ставшая на Играх бронзовым призёром в вольной борьбе в весовой категории до 58 кг.
По итогам соревнований на счету индийских спортсменов была 1 серебряная и 1 бронзовая медали, что позволило сборной Индии занять 67-е место в неофициальном медальном зачёте.

## Медали
| Серебро |                        |                                       |            |
| №       | Спортсмены             | Вид спорта (дисциплина)               | Дата       |
| 1       | Пусарла Венката Синдху | Бадминтон (одиночный разряд, женщины) | 19 августа |
| Бронза  |                        |                                       |            |
| №       | Спортсмены             | Вид спорта (дисциплина)               | Дата       |
| 1       | Сакши Малик            | Борьба (вольная, до 58 кг, женщины)   | 17 августа |

## Состав сборной
Академическая гребля
1. Датту Бабан Бхоканал

 Бадминтон
1. Ману Аттри
2. Шрикант Кидамби
3. Б. Сумит Редди
4. Джвала Гутта
5. Саина Нехвал
6. Ашвини Поннаппа
7. П. В. Синдху

 Бокс
1. Манодж Кумар
2. Шива Тхапа
3. Викас Кришан Ядав

 Борьба
Вольная борьба
1. Нарсингх Ядав
2. Йогешвар Дутт
3. Сандип Томар
4. Винеш Пхогат
5. Сакши Малик
6. Бабита Кумари

Греко-римская борьба
1. Хардип Сингх
2. Равиндер Кхатри

 Гольф
1. Анирбан Лахири
2. Шив Чхаврасиа
3. Адити Ашок

 Дзюдо
1. Автар Сингх

 Лёгкая атлетика
1. Мохаммед Анас
2. Викас Гауда
3. Тхоннаккал Гопи
4. Джинсон Джонсон
5. Айясами Дхарун
6. Ганапати Кришнан
7. Сандип Кумар
8. Ренжит Махесвари
9. Кунху Мохаммед
10. Арокия Раджив
11. Гурмит Сингх
12. Нитендер Сингх Рават
13. Кхета Рам
14. Ирфан Колоту Тоди
15. Анкит Шарма
16. Сима Антил
17. Лалита Бабар
18. О. П. Джейша
19. Кушбир Каур
20. Манприт Каур
21. Тинту Лукка
22. Срабани Нанда
23. М. Р. Пувамма
24. Сапна Пуния
25. Кавита Раут
26. Судха Сингх
27. Анилда Томас
28. Дути Чанд
29. Нирмала Шеоран

 Настольный теннис
1. Сумяджит Гош
2. Шарат Камал
3. Маника Батра
4. Моума Дас

 Плавание
1. Саджан Пракаш
2. Шивани Катариа

 Спортивная гимнастика
1. Дипа Кармакар

 Стрельба
1. Абхинав Биндра
2. Пракаш Нанджаппа
3. Гаган Наранг
4. Джиту Рай
5. Гурприт Сингх
6. Чайн Сингх
7. Манавджит Сингх Сандху
8. Майрадж Ахмад Хан
9. Кинан Чхенай
10. Айоника Пол
11. Хина Сидху
12. Апурви Чхандела

 Стрельба из лука
1. Атану Дас
2. Бомбайла Деви
3. Дипика Кумари
4. Лаксмирани Маджхи

 Теннис
1. Рохан Бопанна
2. Леандер Паес
3. Саня Мирза
4. Прартхана Томбаре

 Тяжёлая атлетика
1. Сатхиш Сивалингам
2. Саликхом Мирабай Чхану

 Хоккей на траве
1. Квота 1
2. Квота 2
3. Квота 3
4. Квота 4
5. Квота 5
6. Квота 6
7. Квота 7
8. Квота 8
9. Квота 9
10. Квота 10
11. Квота 11
12. Квота 12
13. Квота 13
14. Квота 14
15. Квота 15
16. Квота 16
17. Квота 17
18. Квота 18
19. Квота 19
20. Квота 20
21. Квота 21
22. Квота 22
23. Квота 23
24. Квота 24
25. Квота 25
26. Квота 26
27. Квота 27
28. Квота 28
29. Квота 29
30. Квота 30
31. Квота 31
32. Квота 32

## Результаты соревнований

### Академическая гребля
В следующий раунд из каждого заезда проходят несколько лучших экипажей (в зависимости от дисциплины). В отборочный заезд попадают спортсмены, выбывшие в предварительном раунде. В финал A выходят 6 сильнейших экипажей, остальные разыгрывают места в утешительных финалах B-F.
Мужчины
| Соревнование | Спортсмены           | Предварительный заезд | Предварительный заезд | Предварительный заезд | Отборочный заезд | Отборочный заезд | Отборочный заезд | Четвертьфинал | Четвертьфинал | Четвертьфинал | Полуфинал     | Полуфинал     | Полуфинал     | Финал   | Финал   | Итоговое место |
| Соревнование | Спортсмены           | Заезд                 | Время                 | Место                 | Заезд            | Время            | Место            | Заезд         | Время         | Место         | Заезд         | Время         | Место         | Время   | Место   | Итоговое место |
| ------------ | -------------------- | --------------------- | --------------------- | --------------------- | ---------------- | ---------------- | ---------------- | ------------- | ------------- | ------------- | ------------- | ------------- | ------------- | ------- | ------- | -------------- |
| одиночки     | Датту Бабан Бхоканал | 1                     | 7:21,67               | 3 Q                   | не участвовал    | не участвовал    | не участвовал    | 4             | 6:59,89       | 4 Q C/D       | Полуфинал C/D | Полуфинал C/D | Полуфинал C/D | Финал C | Финал C | 13             |
| одиночки     | Датту Бабан Бхоканал | 1                     | 7:21,67               | 3 Q                   | не участвовал    | не участвовал    | не участвовал    | 4             | 6:59,89       | 4 Q C/D       | 2             | 7:19,02       | 2 QC          | 6:54,96 | 1       | 13             |

### Бадминтон
Одиночный разряд
| Соревнование | Спортсмены             | Групповой этап | Групповой этап | Групповой этап | 1/8 финала | 1/4 финала | 1/2 финала | Финал | Итоговое место |
| Соревнование | Спортсмены             | 1 матч         | 2 матч         | Место          | 1/8 финала | 1/4 финала | 1/2 финала | Финал | Итоговое место |
| ------------ | ---------------------- | -------------- | -------------- | -------------- | ---------- | ---------- | ---------- | ----- | -------------- |
| мужчины      | Шрикант Кидамби        | Группа         | Группа         | Группа         |            |            |            |       |                |
| мужчины      | Шрикант Кидамби        |                |                |                |            |            |            |       |                |
| женщины      | Саина Нехвал           | Группа         | Группа         | Группа         |            |            |            |       |                |
| женщины      | Саина Нехвал           |                |                |                |            |            |            |       |                |
| женщины      | Пусарла Венката Синдху | Группа         | Группа         | Группа         |            |            |            |       |                |
| женщины      | Пусарла Венката Синдху |                |                |                |            |            |            |       |                |

Парный разряд
| Соревнование | Спортсмены                   | Групповой этап | Групповой этап | Групповой этап | Групповой этап | 1/4 финала | 1/2 финала | Финал | Итоговое место |
| Соревнование | Спортсмены                   | 1 матч         | 2 матч         | 3 матч         | Место          | 1/4 финала | 1/2 финала | Финал | Итоговое место |
| ------------ | ---------------------------- | -------------- | -------------- | -------------- | -------------- | ---------- | ---------- | ----- | -------------- |
| мужчины      | Б. Сумит Редди Ману Аттри    | Группа         | Группа         | Группа         | Группа         |            |            |       |                |
| мужчины      | Б. Сумит Редди Ману Аттри    |                |                |                |                |            |            |       |                |
| женщины      | Джвала Гутта Ашвини Поннаппа | Группа         | Группа         | Группа         | Группа         |            |            |       |                |
| женщины      | Джвала Гутта Ашвини Поннаппа |                |                |                |                |            |            |       |                |

### Бокс
Квоты, завоёванные спортсменами являются именными. Если от одной страны путёвки на Игры завоюют два и более спортсмена, то право выбора боксёра предоставляется национальному Олимпийскому комитету. Соревнования по боксу проходят по системе плей-офф. Для победы в олимпийском турнире боксёру необходимо одержать либо четыре, либо пять побед в зависимости от жеребьёвки соревнований. Оба спортсмена, проигравшие в полуфинальных поединках, становятся обладателями бронзовых наград.
Мужчины
| Категория | Спортсмены            | Первый раунд         | Второй раунд            | Четвертьфинал          | Полуфинал            | Финал                | Место                |
| Категория | Спортсмены            | Соперник Результат   | Соперник Результат      | Соперник Результат     | Соперник Результат   | Соперник Результат   | Место                |
| --------- | --------------------- | -------------------- | ----------------------- | ---------------------- | -------------------- | -------------------- | -------------------- |
| до 56 кг  | Шива Тхапа            | (3) Рамирес П 0 : 3  | завершил выступление    | завершил выступление   | завершил выступление | завершил выступление | завершил выступление |
| до 64 кг  | Манодж Кумар          | Пятраускас Поб 2 : 1 | (2) Гаибназаров П 0 : 3 | завершил выступление   | завершил выступление | завершил выступление | завершил выступление |
| до 75 кг  | Викас Кришан Ядав (7) | USAЧ. Конуэлл В 3:0  | TURО. Шипал В 3:0       | UZBБ. Меликузиев П 0:3 | завершил выступление | завершил выступление | завершил выступление |

### Борьба
В соревнованиях по борьбе, как и на предыдущих трёх Играх, будет разыгрываться 18 комплектов наград. По 6 у мужчин в вольной и греко-римской борьбе и 6 у женщин в вольной борьбе. Турнир пройдёт по олимпийской системе с выбыванием. В утешительный раунд попадают участники, проигравшие в своих поединках будущим финалистам соревнований. Каждый поединок состоит из двух раундов по 3 минуты, победителем становится спортсмен, набравший большее количество технических очков. По окончании схватки, в зависимости от результатов спортсменам начисляются классификационные очки.
18 августа стало известно, что индийский борец Нарсингх Ядав, который должен был выступать в вольной борьбе в весовой категории до 74 кг дисквалифицирован на 4 года за употребление стероидов.
Мужчины
Вольная борьба
| Категория | Спортсмены    | Первый раунд        | 1/8 финала           | Четвертьфинал        | Полуфинал            | Финал                | Место                |
| Категория | Спортсмены    | Соперник Результат  | Соперник Результат   | Соперник Результат   | Соперник Результат   | Соперник Результат   | Место                |
| --------- | ------------- | ------------------- | -------------------- | -------------------- | -------------------- | -------------------- | -------------------- |
| до 57 кг  | Сандип Томар  | не участвовал       | Лебедев П 1 : 3      | завершил выступление | завершил выступление | завершил выступление | завершил выступление |
| до 65 кг  | Йогешвар Дутт | Мандахнаран П 0 : 3 | завершил выступление | завершил выступление | завершил выступление | завершил выступление | завершил выступление |

Греко-римская борьба
| Категория | Спортсмены      | Первый раунд       | 1/8 финала         | Четвертьфинал        | Полуфинал            | Финал                | Место                |
| Категория | Спортсмены      | Соперник Результат | Соперник Результат | Соперник Результат   | Соперник Результат   | Соперник Результат   | Место                |
| --------- | --------------- | ------------------ | ------------------ | -------------------- | -------------------- | -------------------- | -------------------- |
| до 85 кг  | Равиндер Кхатри | не участвовал      | Лёринц П 0 : 4     | завершил выступление | завершил выступление | завершил выступление | завершил выступление |
| до 98 кг  | Хардип Сингх    | не участвовал      | Ильдем П 1 : 3     | завершил выступление | завершил выступление | завершил выступление | завершил выступление |

Женщины
Вольная борьба
| Категория | Спортсмены    | Первый раунд       | 1/8 финала          | Четвертьфинал         | Полуфинал             | Финал                 | Место                 |
| Категория | Спортсмены    | Соперник Результат | Соперник Результат  | Соперник Результат    | Соперник Результат    | Соперник Результат    | Место                 |
| --------- | ------------- | ------------------ | ------------------- | --------------------- | --------------------- | --------------------- | --------------------- |
| до 48 кг  | Винеш Пхогат  | не участвовала     | Вук В 4 : 0         | Сунь П 1 : 5          | завершила выступление | завершила выступление | завершила выступление |
| до 53 кг  | Бабита Кумари | не участвовала     | Преволараки П 1 : 3 | завершила выступление | завершила выступление | завершила выступление | завершила выступление |
| до 58 кг  | Сакши Малик   | Маттсон В 3 : 1    | Кердивара В 3 : 1   | Коблова П 1 : 3       | Утешительный          | 3-е место             | 3                     |
| до 58 кг  | Сакши Малик   | Маттсон В 3 : 1    | Кердивара В 3 : 1   | Коблова П 1 : 3       | Орхон В 3 : 1         | Тыныбекова В 3 : 1    | 3                     |

### Водные виды спорта

#### Плавание
В следующий раунд на каждой дистанции проходят спортсмены, показавшие лучший результат, независимо от места, занятого в своём заплыве.
Мужчины
| Дистанция              | Спортсмены    | Предварительный раунд | Предварительный раунд | Предварительный раунд | Полуфинал            | Полуфинал            | Полуфинал            | Финал                | Финал                |
| Дистанция              | Спортсмены    | Заплыв                | Результат             | Место                 | Заплыв               | Результат            | Место                | Результат            | Место                |
| ---------------------- | ------------- | --------------------- | --------------------- | --------------------- | -------------------- | -------------------- | -------------------- | -------------------- | -------------------- |
| 200 метров баттерфляем | Саджан Пракаш | 1                     | 1:59,37               | 28                    | завершил выступление | завершил выступление | завершил выступление | завершил выступление | завершил выступление |

Женщины
| Дистанция                 | Спортсмены     | Предварительный раунд | Предварительный раунд | Предварительный раунд | Полуфинал             | Полуфинал             | Полуфинал             | Финал                 | Финал                 |
| Дистанция                 | Спортсмены     | Заплыв                | Результат             | Место                 | Заплыв                | Результат             | Место                 | Результат             | Место                 |
| ------------------------- | -------------- | --------------------- | --------------------- | --------------------- | --------------------- | --------------------- | --------------------- | --------------------- | --------------------- |
| 200 метров вольным стилем | Шивани Катариа | 1                     | 2:09,30               | 41                    | завершила выступление | завершила выступление | завершила выступление | завершила выступление | завершила выступление |

### Гимнастика

#### Спортивная гимнастика
В квалификационном раунде проходил отбор, как в финал командного многоборья, так и в финалы личных дисциплин. В финал индивидуального многоборья отбиралось 24 спортсмена с наивысшими результатами, а в финалы отдельных упражнений по 8 спортсменов, причём в финале личных дисциплин страна не могла быть представлена более, чем 2 спортсменами. В командном многоборье в квалификации на каждом снаряде выступали по 4 спортсмена, а в зачёт шли три лучших результата. В финале командных соревнований на каждом снаряде выступало по три спортсмена и все три результата шли в зачёт.
Женщины
Многоборья
| Соревнование      | Спортсмены    | Квалификация   | Квалификация        | Квалификация | Квалификация       | Квалификация | Квалификация | Финал                 | Финал                 | Финал                 | Финал                 | Финал                 | Финал                 |
| Соревнование      | Спортсмены    | Опорный прыжок | Разновысокие брусья | Бревно       | Вольные упражнения | Всего        | Место        | Опорный прыжок        | Разновысокие брусья   | Бревно                | Вольные упражнения    | Всего                 | Место                 |
| ----------------- | ------------- | -------------- | ------------------- | ------------ | ------------------ | ------------ | ------------ | --------------------- | --------------------- | --------------------- | --------------------- | --------------------- | --------------------- |
| личное многоборье | Дипа Кармакар | 15,100         | 11,666              | 12,866       | 12,033             | 51,665       | 51           | Завершила выступление | Завершила выступление | Завершила выступление | Завершила выступление | Завершила выступление | Завершила выступление |

Индивидуальные упражнения
| Соревнование        | Спортсмены    | Квалификация | Квалификация | Финал                 | Финал                 |
| Соревнование        | Спортсмены    | Очки         | Место        | Очки                  | Место                 |
| ------------------- | ------------- | ------------ | ------------ | --------------------- | --------------------- |
| опорный прыжок      | Дипа Кармакар | 14,850       | 8 Q          |                       |                       |
| разновысокие брусья | Дипа Кармакар | 11,666       | 77           | Завершила выступление | Завершила выступление |
| бревно              | Дипа Кармакар | 12,866       | 65           | Завершила выступление | Завершила выступление |
| вольные упражнения  | Дипа Кармакар | 12,033       | 75           | Завершила выступление | Завершила выступление |

### Гольф
Последний раз соревнования по гольфу в рамках Олимпийских игр проходили в 1904 году. Соревнования гольфистов пройдут на 18-луночном поле, со счётом 72 пар. Каждый участник пройдёт все 18 лунок по 4 раза.
Мужчины
| Соревнование | Спортсмены     | Первый раунд | Первый раунд | Второй раунд | Второй раунд | Третий раунд | Третий раунд | Четвёртый раунд | Четвёртый раунд | Итоговый результат | Итоговое место |
| Соревнование | Спортсмены     | Очки         | Место        | Очки         | Место        | Очки         | Место        | Очки            | Место           | Итоговый результат | Итоговое место |
| ------------ | -------------- | ------------ | ------------ | ------------ | ------------ | ------------ | ------------ | --------------- | --------------- | ------------------ | -------------- |
| мужчины      | Анирбан Лахири |              |              |              |              |              |              |                 |                 |                    |                |
| мужчины      | Шив Чхаврасиа  |              |              |              |              |              |              |                 |                 |                    |                |

Женщины
| Соревнование | Спортсмены | Первый раунд | Первый раунд | Второй раунд | Второй раунд | Третий раунд | Третий раунд | Четвёртый раунд | Четвёртый раунд | Итоговый результат | Итоговое место |
| Соревнование | Спортсмены | Очки         | Место        | Очки         | Место        | Очки         | Место        | Очки            | Место           | Итоговый результат | Итоговое место |
| ------------ | ---------- | ------------ | ------------ | ------------ | ------------ | ------------ | ------------ | --------------- | --------------- | ------------------ | -------------- |
| женщины      | Адити Ашок |              |              |              |              |              |              |                 |                 |                    |                |

### Дзюдо
Соревнования по дзюдо проводились по системе с выбыванием. В утешительные раунды попадали спортсмены, проигравшие полуфиналистам турнира. Два спортсмена, одержавших победу в утешительном раунде, в поединке за бронзу сражались с дзюдоистами, проигравшими в полуфинале.
Мужчины
| Категория | Спортсмены  | 1/32 финала        | 1/16 финала             | 1/8 финала           | Четвертьфинал        | Полуфинал            | Финал                | Место |
| Категория | Спортсмены  | Соперник Результат | Соперник Результат      | Соперник Результат   | Соперник Результат   | Соперник Результат   | Соперник Результат   | Место |
| --------- | ----------- | ------------------ | ----------------------- | -------------------- | -------------------- | -------------------- | -------------------- | ----- |
| до 90 кг  | Автар Сингх | не участвовал      | ROAП. Мисенга П 000:001 | завершил выступление | завершил выступление | завершил выступление | завершил выступление | 17    |

### Лёгкая атлетика
Мужчины
Беговые дисциплины
| Дисциплина        | Спортсмен                                                 | Предварительный раунд | Предварительный раунд | Предварительный раунд | Полуфиналы           | Полуфиналы           | Полуфиналы           | Финал                 | Финал                 |
| Дисциплина        | Спортсмен                                                 | Забег                 | Время                 | Место                 | Забег                | Время                | Место                | Время                 | Место                 |
| ----------------- | --------------------------------------------------------- | --------------------- | --------------------- | --------------------- | -------------------- | -------------------- | -------------------- | --------------------- | --------------------- |
| бег на 400 метров | Мохаммед Анас                                             |                       | 45.95                 | 6                     | Завершил выступление | Завершил выступление | Завершил выступление | Завершил выступление  | Завершил выступление  |
| бег на 800 метров | Джинсон Джонсон                                           |                       | 1:47.27               | 5                     | Завершил выступление | Завершил выступление | Завершил выступление | Завершил выступление  | Завершил выступление  |
| эстафета 4×400 м  | Мохаммед Анас Айясами Дхарун Кунху Мохаммед Арокия Раджив | DSQ                   | DSQ                   | DSQ                   | Не проводится        | Не проводится        | Не проводится        | Завершили выступление | Завершили выступление |

Шоссейные дисциплины
| Дисциплина              | Спортсмен            | Время   | Место | Отставание |
| ----------------------- | -------------------- | ------- | ----- | ---------- |
| марафон                 | Тонаккал Гопи        | 2:15:25 | 25    |            |
| марафон                 | Кхета Рам            | 2:15:26 | 26    |            |
| марафон                 | Нитендра Сингх Рават | 2:22:52 | 84    |            |
| ходьба на 20 километров | Ганапати Кришнан     | DSQ     | DSQ   | DSQ        |
| ходьба на 20 километров | Маниш Сингх          | 1:21.21 | 13    |            |
| ходьба на 20 километров | Гурмит Сингх         | DSQ     | DSQ   | DSQ        |
| ходьба на 50 километров | Сандип Кумар         | 4:07:55 | 35    |            |

Технические дисциплины
| Дисциплина     | Спортсмен        | Квалификация | Квалификация | Финал                | Финал                |
| Дисциплина     | Спортсмен        | Результат    | Место        | Результат            | Место                |
| -------------- | ---------------- | ------------ | ------------ | -------------------- | -------------------- |
| прыжки в длину | Анкит Шарма      | 7.67         | 24           | Завершил выступление | Завершил выступление |
| тройной прыжок | Ренжит Махесвари | 16.13        | 30           | Завершил выступление | Завершил выступление |
| метание диска  | Викас Гауда      | 58.99        | 28           | Завершил выступление | Завершил выступление |

Женщины
Беговые дисциплины
| Дисциплина                         | Спортсмен                                             | Предварительный раунд | Предварительный раунд | Предварительный раунд | Полуфиналы            | Полуфиналы            | Полуфиналы            | Финал                 | Финал                 |
| Дисциплина                         | Спортсмен                                             | Забег                 | Время                 | Место                 | Забег                 | Время                 | Место                 | Время                 | Место                 |
| ---------------------------------- | ----------------------------------------------------- | --------------------- | --------------------- | --------------------- | --------------------- | --------------------- | --------------------- | --------------------- | --------------------- |
| бег на 100 метров                  | Дути Чанд                                             |                       | 11.69                 | 7                     | Завершила выступление | Завершила выступление | Завершила выступление | Завершила выступление | Завершила выступление |
| бег на 200 метров                  | Срабани Нанда                                         |                       | 23.58                 | 6                     | Завершила выступление | Завершила выступление | Завершила выступление | Завершила выступление | Завершила выступление |
| бег на 400 метров                  | Нирмала Шеоран                                        |                       | 53.03                 | 6                     | Завершила выступление | Завершила выступление | Завершила выступление | Завершила выступление | Завершила выступление |
| бег на 800 метров                  | Тинту Лукка                                           |                       | 2:00.58               | 6                     | Завершила выступление | Завершила выступление | Завершила выступление | Завершила выступление | Завершила выступление |
| бег на 3000 метров с препятствиями | Лалита Бабар                                          |                       | 9:19.76               | 4                     | Не проводится         | Не проводится         | Не проводится         | 9:22.74               | 10                    |
| бег на 3000 метров с препятствиями | Судха Сингх                                           |                       | 9:43.29               | 9                     | Не проводится         | Не проводится         | Не проводится         | Завершила выступление | Завершила выступление |
| эстафета 4×400 м                   | Тинту Лукка М. Р. Пувамма Нирмала Шеоран Анилда Томас |                       | 3:29.53               | 7                     | Не проводится         | Не проводится         | Не проводится         | Завершили выступление | Завершили выступление |

Шоссейные дисциплины
| Дисциплина              | Спортсмен    | Время   | Место | Отставание |
| ----------------------- | ------------ | ------- | ----- | ---------- |
| марафон                 | О. П. Джейша | 2:47:19 | 89    |            |
| марафон                 | Кавита Раут  | 2:59:29 | 120   |            |
| ходьба на 20 километров | Кушбир Каур  | 1:40:33 | 54    |            |
| ходьба на 20 километров | Сапна Пуния  | DNF     | DNF   | DNF        |

Технические дисциплины
| Дисциплина    | Спортсмен    | Квалификация | Квалификация | Финал                 | Финал                 |
| Дисциплина    | Спортсмен    | Результат    | Место        | Результат             | Место                 |
| ------------- | ------------ | ------------ | ------------ | --------------------- | --------------------- |
| толкание ядра | Манприт Каур | 17.06        | 23           | Завершила выступление | Завершила выступление |
| метание диска | Сима Антил   | 57.58        | 20           | Завершила выступление | Завершила выступление |

### Настольный теннис
Соревнования по настольному теннису проходили по системе плей-офф. Каждый матч продолжается до тех пор, пока один из теннисистов не выигрывает 4 партии. Сильнейшие 16 спортсменов начинали соревнования с третьего раунда, следующие 16 по рейтингу стартовали со второго раунда.
Мужчины
| Соревнование     | Спортсмены    | Квалификация       | Первый раунд                 | Второй раунд         | Третий раунд         | 1/8 финала           | 1/4 финала           | Полуфинал            | Финал                |
| Соревнование     | Спортсмены    | Соперник Результат | Соперник Результат           | Соперник Результат   | Соперник Результат   | Соперник Результат   | Соперник Результат   | Соперник Результат   | Соперник Результат   |
| ---------------- | ------------- | ------------------ | ---------------------------- | -------------------- | -------------------- | -------------------- | -------------------- | -------------------- | -------------------- |
| одиночный разряд | Шарат Камал   | Не участвовал      | ROUА. Кришан П 1:4           | Завершил выступление | Завершил выступление | Завершил выступление | Завершил выступление | Завершил выступление | Завершил выступление |
| одиночный разряд | Сумьяджит Гош | Не участвовал      | THAП. Танвириявечхакул П 1:4 | Завершил выступление | Завершил выступление | Завершил выступление | Завершил выступление | Завершил выступление | Завершил выступление |

Женщины
| Соревнование     | Спортсмены   | Квалификация       | Первый раунд           | Второй раунд          | Третий раунд          | 1/8 финала            | 1/4 финала            | Полуфинал             | Финал                 |
| Соревнование     | Спортсмены   | Соперник Результат | Соперник Результат     | Соперник Результат    | Соперник Результат    | Соперник Результат    | Соперник Результат    | Соперник Результат    | Соперник Результат    |
| ---------------- | ------------ | ------------------ | ---------------------- | --------------------- | --------------------- | --------------------- | --------------------- | --------------------- | --------------------- |
| одиночный разряд | Маника Батра | Не участвовала     | POLК. Гжибовская П 2:4 | Завершила выступление | Завершила выступление | Завершила выступление | Завершила выступление | Завершила выступление | Завершила выступление |
| одиночный разряд | Моума Дас    | Не участвовала     | ROUД. Додян П 0:4      | Завершила выступление | Завершила выступление | Завершила выступление | Завершила выступление | Завершила выступление | Завершила выступление |

### Стрельба
В январе 2013 года Международная федерация спортивной стрельбы приняла новые правила проведения соревнований на 2013—2016 года, которые, в частности, изменили порядок проведения финалов. Во многих дисциплинах спортсмены, прошедшие в финал, теперь начинают решающий раунд без очков, набранных в квалификации, а финал проходит по системе с выбыванием. Также в финалах после каждого раунда стрельбы из дальнейшей борьбы выбывает спортсмен с наименьшим количеством баллов. В скоростном пистолете решающие поединки проходят по системе попал-промах. В стендовой стрельбе добавился полуфинальный раунд, где определяются по два участника финального матча и поединка за третье место.
Мужчины
| Соревнование                          | Спортсмены             | Квалификация | Квалификация | Полуфинал            | Полуфинал            | Финал                | Финал                |
| Соревнование                          | Спортсмены             | Результат    | Место        | Результат            | Место                | Соперник/ Результат  | Место                |
| ------------------------------------- | ---------------------- | ------------ | ------------ | -------------------- | -------------------- | -------------------- | -------------------- |
| пневматическая винтовка, 10 метров    | Абхинав Биндра         | 625,7        | 7 Q          | не проводится        | не проводится        | 163,8                | 4                    |
| пневматическая винтовка, 10 метров    | Гаган Наранг           | 621,7        | 23           | не проводится        | не проводится        | завершил выступление | завершил выступление |
| винтовка лёжа, 50 метров              | Гаган Наранг           |              |              | не проводится        | не проводится        |                      |                      |
| винтовка лёжа, 50 метров              | Чайн Сингх             |              |              | не проводится        | не проводится        |                      |                      |
| винтовка из трёх положений, 50 метров | Гаган Наранг           |              |              | не проводится        | не проводится        |                      |                      |
| винтовка из трёх положений, 50 метров | Чайн Сингх             |              |              | не проводится        | не проводится        |                      |                      |
| пневматический пистолет, 10 метров    | Джиту Рай              | 580          | 6 Q          | не проводится        | не проводится        | 78,7                 | 8                    |
| пневматический пистолет, 10 метров    | Гурприт Сингх          | 576          | 20           | не проводится        | не проводится        | завершил выступление | завершил выступление |
| скорострельный пистолет, 25 метров    | Гурприт Сингх          |              |              | не проводится        | не проводится        |                      |                      |
| пистолет, 50 метров                   | Джиту Рай              | 554          | 12           | не проводится        | не проводится        | завершил выступление | завершил выступление |
| пистолет, 50 метров                   | Пракаш Нанджаппа       | 547          | 25           | не проводится        | не проводится        | завершил выступление | завершил выступление |
| трап                                  | Манавджит Сингх Сандху | 115          | 16           | завершил выступление | завершил выступление | завершил выступление | завершил выступление |
| трап                                  | Кинан Чхенай           | 114          | 19           | завершил выступление | завершил выступление | завершил выступление | завершил выступление |
| скит                                  | Майрадж Ахмад Хан      |              |              |                      |                      |                      |                      |

Женщины
| Соревнование                       | Спортсмены      | Квалификация | Квалификация | Полуфинал             | Полуфинал             | Финал                 | Финал                 |
| Соревнование                       | Спортсмены      | Результат    | Место        | Результат             | Место                 | Соперник/ Результат   | Место                 |
| ---------------------------------- | --------------- | ------------ | ------------ | --------------------- | --------------------- | --------------------- | --------------------- |
| пневматическая винтовка, 10 метров | Апурви Чхандела | 411,6        | 34           | не проводится         | не проводится         | завершила выступление | завершила выступление |
| пневматическая винтовка, 10 метров | Айоника Пол     | 403,0        | 47           | не проводится         | не проводится         | завершила выступление | завершила выступление |
| пневматический пистолет, 10 метров | Хина Сидху      | 380          | 14           | не проводится         | не проводится         | завершила выступление | завершила выступление |
| пистолет, 25 метров                | Хина Сидху      | 576          | 20           | завершила выступление | завершила выступление | завершила выступление | завершила выступление |

### Стрельба из лука
В квалификации соревнований лучники выполняют 12 серий выстрелов по 6 стрел с расстояния 70-ти метров. По итогам предварительного раунда составляется сетка плей-офф, где в 1/32 финала 1-й номер посева встречается с 64-м, 2-й с 63-м и.т.д. В поединках на выбывание спортсмены выполняют по три выстрела. Участник, набравший за эту серию больше очков получает 2 очка. Если же оба лучника набрали одинаковое количество баллов, то они получают по одному очку. Победителем пары становится лучник, первым набравший 6 очков.
Мужчины
| Соревнование              | Спортсмены | Квалификация | Квалификация | 1/32 финала          | 1/16 финала           | 1/8 финала              | Четвертьфинал      | Полуфинал          | Финал              | Место |
| Соревнование              | Спортсмены | Результат    | Место        | Соперник Результат   | Соперник Результат    | Соперник Результат      | Соперник Результат | Соперник Результат | Соперник Результат | Место |
| ------------------------- | ---------- | ------------ | ------------ | -------------------- | --------------------- | ----------------------- | ------------------ | ------------------ | ------------------ | ----- |
| индивидуальное первенство | Атану Дас  | 683          | 5            | NEPМуктан (60) В 6:0 | CUBПуэнтес (37) В 6:4 | KORЛи Сын Юн (12) П 4:6 |                    |                    |                    |       |

Женщины
| Соревнование              | Спортсмены                                    | Квалификация | Квалификация | 1/32 финала             | 1/16 финала             | 1/8 финала             | Четвертьфинал         | Полуфинал             | Финал                 | Место |
| Соревнование              | Спортсмены                                    | Результат    | Место        | Соперник Результат      | Соперник Результат      | Соперник Результат     | Соперник Результат    | Соперник Результат    | Соперник Результат    | Место |
| ------------------------- | --------------------------------------------- | ------------ | ------------ | ----------------------- | ----------------------- | ---------------------- | --------------------- | --------------------- | --------------------- | ----- |
| индивидуальное первенство | Бомбайла Деви                                 | 638          | 24           | AUTБальдауфф (41) В 6:2 | TPEЛинь Шицзя (9) В 6:2 | MEXВаленсия П 2:6      |                       |                       |                       |       |
| индивидуальное первенство | Дипика Кумари                                 | 640          | 20           | GEOЭсебуа (45) В 6:4    | ITAСартори (13) В 6:2   | TPEТань Ятин (4) П 0:6 |                       |                       |                       |       |
| индивидуальное первенство | Лакшмирани Маджхи                             | 614          | 43           | SVKЛонгова (22) П 1:7   | завершила выступление   | завершила выступление  | завершила выступление | завершила выступление | завершила выступление | 33    |
| командное первенство      | Бомбайла Деви Дипика Кумари Лакшмирани Маджхи | 1892         | 7            | не проводится           | не проводится           | Колумбия (10) · В 5:3  | Россия (2) · П 4:5    | завершили выступление | завершили выступление | 6     |

### Теннис
Соревнования пройдут на кортах олимпийского теннисного центра. Теннисные матчи будут проходить на кортах с твёрдым покрытием DecoTurf, на которых также проходит и Открытый чемпионат США.
Мужчины
| Соревнование  | Спортсмены                 | 1/32 финала        | 1/16 финала                             | 1/8 финала            | Четвертьфинал         | Полуфинал             | Финал                 | Место                 |
| Соревнование  | Спортсмены                 | Соперник Результат | Соперник Результат                      | Соперник Результат    | Соперник Результат    | Соперник Результат    | Соперник Результат    | Место                 |
| ------------- | -------------------------- | ------------------ | --------------------------------------- | --------------------- | --------------------- | --------------------- | --------------------- | --------------------- |
| парный разряд | Рохан Бопанна Леандер Паес | Не проводится      | POLМ. Матковский / Л. Кубот П 4:6, 66:7 | Завершили выступление | Завершили выступление | Завершили выступление | Завершили выступление | Завершили выступление |

Женщины
| Соревнование  | Спортсмены                   | 1/32 финала        | 1/16 финала                              | 1/8 финала            | Четвертьфинал         | Полуфинал             | Финал                 | Место                 |
| Соревнование  | Спортсмены                   | Соперник Результат | Соперник Результат                       | Соперник Результат    | Соперник Результат    | Соперник Результат    | Соперник Результат    | Место                 |
| ------------- | ---------------------------- | ------------------ | ---------------------------------------- | --------------------- | --------------------- | --------------------- | --------------------- | --------------------- |
| парный разряд | Саня Мирза Прартхана Томбаре | Не проводится      | CHNПэн Шуай / Чжан Шуай П 66:7, 7:5, 5:7 | Завершили выступление | Завершили выступление | Завершили выступление | Завершили выступление | Завершили выступление |

### Тяжёлая атлетика
Каждый НОК самостоятельно выбирает категорию в которой выступит её тяжелоатлет. В рамках соревнований проводятся два упражнения — рывок и толчок. В каждом из упражнений спортсмену даётся 3 попытки. Победитель определяется по сумме двух упражнений. При равенстве результатов победа присуждается спортсмену, с меньшим собственным весом.
Мужчины
| Категория | Спортсмены        | Вес   | Рывок | Рывок | Рывок | Толчок | Толчок | Толчок | Всего | Место |
| Категория | Спортсмены        | Вес   | 1     | 2     | 3     | 1      | 2      | 3      | Всего | Место |
| --------- | ----------------- | ----- | ----- | ----- | ----- | ------ | ------ | ------ | ----- | ----- |
| до 77 кг  | Сатхиш Сивалингам | 76,96 | 143   | 148   | 153   | 176    | 181    | 186    | 329   | 11    |

Женщины
| Категория | Спортсмены           | Вес   | Рывок | Рывок | Рывок | Толчок | Толчок | Толчок | Всего | Место |
| Категория | Спортсмены           | Вес   | 1     | 2     | 3     | 1      | 2      | 3      | Всего | Место |
| --------- | -------------------- | ----- | ----- | ----- | ----- | ------ | ------ | ------ | ----- | ----- |
| до 48 кг  | Саикхом Мирабаи Чану | 47,77 | 82    | 82    | 84    | 104    | 106    | 106    | —     | —     |

### Хоккей на траве

#### Мужчины
Мужская сборная Индии квалифицировалась на Игры, завоевав золотые медали на Азиатских играх 2014 года.
Состав
| Номер         | Имя                        | Дата рождения | Рост, см | Вес, кг | Клуб    | Игры    | Голы    |
| Вратари       | Вратари                    | Вратари       | Вратари  | Вратари | Вратари | Вратари | Вратари |
| ------------- | -------------------------- | ------------- | -------- | ------- | ------- | ------- | ------- |
| 16            | П. Р. Шриджеш              |               |          |         |         |         |         |
| Защитники     |                            |               |          |         |         |         |         |
| 1             | Харманприт Сингх           |               |          |         |         |         |         |
| 3             | Рупиндер Пал Сингх         |               |          |         |         |         |         |
| 5             | Котхаджит Сингх Кхадангбам |               |          |         |         |         |         |
| 6             | Сурендер Кумар             |               |          |         |         |         |         |
| 12            | В. Р. Рагхунатх            |               |          |         |         |         |         |
| Полузащитники |                            |               |          |         |         |         |         |
| 7             | Манприт Сингх              |               |          |         |         |         |         |
| 8             | Сардар Сингх               |               |          |         |         |         |         |
| 15            | С. К. Утхаппа              |               |          |         |         |         |         |
| 17            | Даниш Муджтаба             |               |          |         |         |         |         |
| 22            | Девиндар Валмики           |               |          |         |         |         |         |
| 29            | Чингленсана Сингх          |               |          |         |         |         |         |
| Нападающие    |                            |               |          |         |         |         |         |
| 24            | С. В. Сунил                |               |          |         |         |         |         |
| 27            | Акашдип Сингх              |               |          |         |         |         |         |
| 31            | Рамандип Сингх             |               |          |         |         |         |         |
| 32            | Никкин Тхиммайа            |               |          |         |         |         |         |

| Имя            | Гражданство | Дата рождения |
| -------------- | ----------- | ------------- |
| Рулант Олтманс | Нидерланды  | 25 мая 1954   |

Результаты
Групповой этап (Группа B)
| Место | Команда    | И | В | Н | П | ГЗ | ГП | +/- | Очки |
| ----- | ---------- | - | - | - | - | -- | -- | --- | ---- |
| 1     | Германия   | 5 | 4 | 1 | 0 | 17 | 10 | +7  | 13   |
| 2     | Нидерланды | 5 | 3 | 1 | 1 | 18 | 6  | +12 | 10   |
| 3     | Аргентина  | 5 | 2 | 2 | 1 | 14 | 12 | +2  | 8    |
| 4     | Индия      | 5 | 2 | 1 | 2 | 9  | 9  | +0  | 7    |
| 5     | Ирландия   | 5 | 1 | 0 | 4 | 10 | 16 | -6  | 3    |
| 6     | Канада     | 5 | 0 | 1 | 4 | 7  | 22 | -15 | 1    |

| 6 августа 2016 11:00 UTC-3                            | \| Индия \| 3:2 (1:0, 1:0, 0:1, 1:1) Протокол \| Ирландия \| \| Рагхунатх Воккалига 15' · Рупиндер Пал Сингх 26', 49' \| Голы \| Джон Джермин 45' · Конор Харт 56' \| | Олимпийский хоккейный центр, Рио-де-Жанейро Судьи: Грэм Мюррей Франсиско Васкес |
| Индия                                                 | 3:2 (1:0, 1:0, 0:1, 1:1) Протокол | Ирландия                                                                        |
| Рагхунатх Воккалига 15' · Рупиндер Пал Сингх 26', 49' | Голы | Джон Джермин 45' · Конор Харт 56'                                               |

| 8 августа 2016 11:00 UTC-3            | \| Германия \| 2:1 (0:0, 1:1, 0:0, 1:0) Протокол \| Индия \| \| Никлас Веллен 18' · Кристофер Рюр 60' \| Голы \| Рупендер Сингх 23' \| | Олимпийский хоккейный центр, Рио-де-Жанейро Судьи: Тим Пуллмен Мартин Мэдден |
| Германия                              | 2:1 (0:0, 1:1, 0:0, 1:0) Протокол | Индия                                                                        |
| Никлас Веллен 18' · Кристофер Рюр 60' | Голы | Рупендер Сингх 23'                                                           |

| 9 августа 2016 11:00 UTC-3 | \| Аргентина \| 1:2 (0:1, 0:0, 0:1, 1:0) Протокол \| Индия \| \| Гонсало Пейльят 49' \| Голы \| Чингленсана Кангуджам 8' · Котхаджит Кхадангбам 35' \| | Олимпийский хоккейный центр, Рио-де-Жанейро Судьи: Франсиско Васкес Саймон Тейлор |
| Аргентина                  | 1:2 (0:1, 0:0, 0:1, 1:0) Протокол | Индия                                                                             |
| Гонсало Пейльят 49'        | Голы | Чингленсана Кангуджам 8' · Котхаджит Кхадангбам 35'                               |

| 11 августа 2016 10:00 UTC-3 | \| Нидерланды \| \| Индия \| | Олимпийский хоккейный центр, Рио-де-Жанейро |
| Нидерланды                  |                              | Индия                                       |

| 12 августа 2016 12:30 UTC-3 | \| Индия \| \| Канада \| | Олимпийский хоккейный центр, Рио-де-Жанейро |
| Индия                       |                          | Канада                                      |

#### Женщины
Женская сборная Индии квалифицировалась на Игры по итогам полуфинала Мировой лиги 2014/15.
Состав
Результат
Групповой этап (Группа B)
| Место | Команда        | И | В | Н | П | ГЗ | ГП | +/- | Очки |
| ----- | -------------- | - | - | - | - | -- | -- | --- | ---- |
| 1     | Великобритания | 5 | 5 | 0 | 0 | 12 | 4  | +8  | 15   |
| 2     | США            | 5 | 4 | 0 | 1 | 14 | 5  | +9  | 12   |
| 3     | Австралия      | 5 | 3 | 0 | 2 | 11 | 5  | +6  | 9    |
| 4     | Аргентина      | 5 | 2 | 0 | 3 | 12 | 6  | +6  | 6    |
| 5     | Япония         | 5 | 0 | 1 | 4 | 3  | 16 | -13 | 1    |
| 6     | Индия          | 5 | 0 | 1 | 4 | 3  | 19 | -16 | 1    |

| 7 августа 2016 11:00 UTC-3          | \| Япония \| 2:2 (1:0, 1:0, 0:2, 0:0) Протокол \| Индия \| \| Эми Нисикори 15' · Миэ Накасима 28' \| Голы \| Рани 31' · Лилима Минц 40' \| | Олимпийский хоккейный центр, Рио-де-Жанейро Судьи: Кайли Сеймур Келли Хадсон |
| Япония                              | 2:2 (1:0, 1:0, 0:2, 0:0) Протокол | Индия                                                                        |
| Эми Нисикори 15' · Миэ Накасима 28' | Голы | Рани 31' · Лилима Минц 40'                                                   |

| 8 августа 2016 18:00 UTC-3 | \| Индия \| 0:3 (0:0, 0:2, 0:1, 0:0) Протокол \| Великобритания \| \| \| Голы \| Джизель Энсли 25' · Никола Уайт 27' · Алекс Дэнсон 33' \| | Олимпийский хоккейный центр, Рио-де-Жанейро Судьи: Тиэко Сома Эми Бакстер |
| Индия                      | 0:3 (0:0, 0:2, 0:1, 0:0) Протокол | Великобритания                                                            |
|                            | Голы | Джизель Энсли 25' · Никола Уайт 27' · Алекс Дэнсон 33'                    |

| 10 августа 2016 11:00 UTC-3 | \| Индия \| 1:6 (0:2, 0:0, 0:3, 1:1) Протокол \| Австралия \| \| Анурадха Тхочком 60' \| Голы \| Кэтрин Слэттери 5' · Джорджина Морган 9' · Джейн Клекстон 35' · Джорджи Паркер 36' · Джоди Кенни 43', 46' \| | Олимпийский хоккейный центр, Рио-де-Жанейро Судьи: Соледад Ипаррагирре Сара Уилсон                        |
| Индия                       | 1:6 (0:2, 0:0, 0:3, 1:1) Протокол | Австралия                                                                                                 |
| Анурадха Тхочком 60'        | Голы | Кэтрин Слэттери 5' · Джорджина Морган 9' · Джейн Клекстон 35' · Джорджи Паркер 36' · Джоди Кенни 43', 46' |

| 11 августа 2016 19:30 UTC-3 | \| США \| \| Индия \| | Олимпийский хоккейный центр, Рио-де-Жанейро |
| США                         |                       | Индия                                       |

| 13 августа 2016 10:00 UTC-3 | \| Аргентина \| \| Индия \| | Олимпийский хоккейный центр, Рио-де-Жанейро |
| Аргентина                   |                             | Индия                                       |